# トリガー条項
トリガー条項（トリガーじょうこう、英: trigger clause）とは一定事例発生した場合に税率変更や歳出削減などを自動実施する法律条項。
日本においてはガソリン価格1リットル160円超が3か月連続した場合に・租税特別措置法に基づき揮発油税や地方揮発油税を自動削減する法律条項。

## 概要
2009年衆院選で、民主党はガソリン税暫定税率廃止をマニフェストに掲げて圧勝したことで、民主党が政権を獲得し、民社国連立政権を樹立した。しかし、鳩山由紀夫内閣は、国際的に発表した温暖化対策や赤字国債発行を制限する財政収支の問題が出たため、ガソリン税率の暫定税率分を撤廃することによるガソリン値下げが困難となった。
そのため、ガソリン税の暫定税率について、適用期限を廃止しつつ、当分の間適用する特則税率として課税水準を現状維持とした（ガソリン国会）。この決定は『マニフェスト違反』として、世論から強い批判を浴び、2010年5月11日、民主党はマニフェストからガソリン税など暫定税率廃止を正式に削除した。
2010年3月31日、租税特別措置法を改正により、ガソリン価格高騰の場合は、特則税率の適用を停止する「トリガー条項」が設けられた。これは、レギュラーガソリンの全国平均価格が3か月連続で1リットル160円を超えた場合、ガソリン税の特則税率分の1リットル25.1円を減税し、3か月連続で130円を下回れば特則税率を復活するというものである（租税特別措置法第89条）。また、トラックが使う軽油に課税される軽油引取税も連動して17.1円が減税される（地方税法附則第12条の2の9）。
2011年4月18日、日本国政府(民主党政権)は、特別措置による税収減により、東日本大震災の復興財源の確保が困難になるとの理由でトリガー条項を凍結する方針を示し、東日本大震災の被災者等に係る国税関係法律の臨時特例に関する法律第44条で、東日本大震災の復旧及び復興の状況等を勘案し、4月27日から別に法律で定める日までの間、その適用を停止することになった。
2021年12月6日、国民民主党は日本維新の会と共同で「トリガー条項凍結解除法案」を衆議院に提出した。
2021年12月7日、立憲民主党は「トリガー条項発動法案」を衆議院に提出した。立憲民主党の代表選挙があり、日本維新の会や国民民主党と協議する時間がなかったため、別々の提出となった。
2022年3月4日、自民党代表の岸田文雄と公明党代表の山口那津男と国民民主党代表の玉木雄一郎は国会内で会談した。同会談で玉木はトリガー条項の発動の必要性を訴えた。
2023年8月25日、立憲民主党はトリガー条項の一時的な凍結解除を経済産業省に要請した。
2023年11月24日、財務大臣の鈴木俊一は会見で、トリガー条項の凍結解除を巡る課題として、「脱炭素に向けた国際的な潮流」、「国・地方合計で1.5兆円もの巨額の財源が必要となること」を挙げた。
2023年11月30日、自民党、公明党、国民民主党の政調会長はトリガー条項の凍結解除について協議した。自民党の政調会長の萩生田光一は記者団に対して、トリガー条項について、税制調査会に「追加で議案を出すことは混乱を招くだけなので、今年の税制改正の話題にするつもりはない」と述べ、ガソリンの補助金（激変緩和措置）の継続について、「今こういう制度をやっているのは日本ぐらいだ。脱炭素などを考えれば、ある程度金額的に国民に慣れていただくことも必要ではないか」と述べた。
2023年12月14日に決定した、2024年度与党税制改正大綱ではトリガー条項に関する記述は盛り込まれなかった。同日朝時点の大綱案には記載されていたが、急遽削除された。与党関係者によると、13日に衆議院に提出された岸田内閣に対する不信任決議案に、国民民主党が賛成したことを理由に公明党が自民党に削除を申し入れ、両党の政調会長が削除を決めたという。
2024年2月2日、自民党の木原誠二と片山さつきと公明党の杉久武と国民民主党の磯崎哲史はトリガー条項について協議した。国民民主党がトリガー条項の発動について「今すぐの判断が必要」と求めたのに対し、自民党側は「税還付まで時間がかかるなどの問題があることや、脱炭素社会を目指す観点」からトリガー条項の発動は難しいと返答した。同日の参議院本会議代表質問で内閣総理大臣の岸田文雄はトリガー条項について「エネルギー情勢や脱炭素の国際潮流も踏まえ与党と国民民主の3党で検討している」と述べた。
2024年10月27日に行われた、第50回衆議院議員総選挙で国民民主党と立憲民主党はトリガー条項の凍結解除を公約として掲げた。
2024年10月29日、経済産業大臣の武藤容治は記者会見で、トリガー条項の凍結解除について「ガソリンスタンドや石油元売り会社で大きな資金負担が生じることに関し解決策を見いだすに至っていない」、「脱炭素への国際的な潮流も勘案する必要がある」などと述べ、凍結解除に否定的な見解を示した。